# Guía de néctar

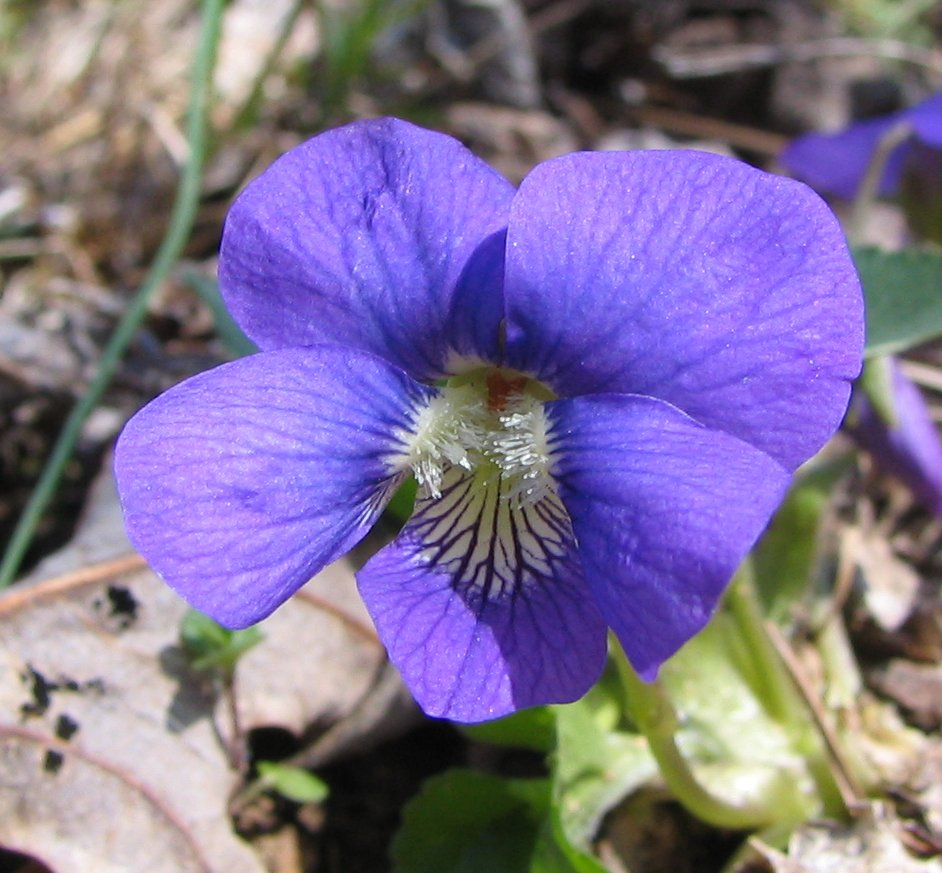
Violeta, Viola odorata mostrando las guías de néctar.

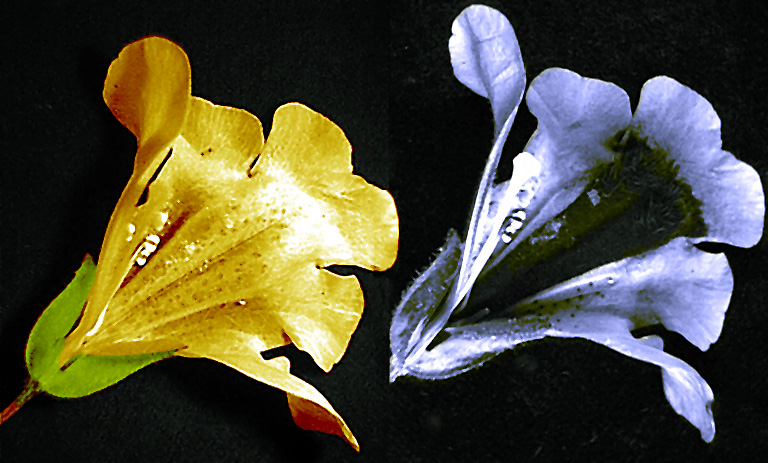
Flor de Mimulus. Flor bajo luz natural (izquierda) y bajo luz ultravioleta (derecha) mostrando las guías de néctar que no son visibles al ojo humano.

Las guías de néctar son patrones visuales de las flores de determinadas especies de plantas angiospermas; guían a los polinizadores hacia el néctar y al polen. En muchos casos esos patrones pueden ser visibles al ojo humano, por ejemplo, la Dalmacia Linaria (Linaria genistifolia) tiene flores amarillas con guías de néctar anaranjadas.. A veces en ciertas especies, como girasoles, las guías sólo son visibles bajo luz ultravioleta (UV). 
En algunas flores las guías son líneas que convergen hacia los nectarios; en otras flores las guías aparecen como manchas o salpicaduras convergentes en los pétalos y aun en otras son un centro sólido de color contrastante.
Se cree que en la selección natural, las flores se hicieron más atractivas a polinizadores como abejas y otros insectos que pueden ver las longitudes de onda del ultravioleta. Las flores polinizadas por picaflores, en cambio, no tienen guías ultravioletas, debido a que estos carecen de tal visión. En esta página se muestran mariposas que aprecian muy bien las flores con reflejos en el UV y en el visible de Rudbeckia bicolor.